# Tears from the Moon
«Tears from the Moon» — сингл канадского электронного музыкального проекта Conjure One с вокалом ирландской певицы и автора песен Шинейд О’Коннор (Sinéad O'Connor). Песня заняла первое место в World Dance/Trance Top 20 Singles и World Soundtracks/OST Top 20 Singles.
Первоначально сценарий написали Киото Пегги Баeртсоен (Kyoto Peggy Baertsoen), Рик Ноуэлс (Rick Nowels) и Билли Стейнберг (Billy Steinberg). Баертсоен был участником бельгийской группы Lunascape, и первоначально песня была включена в их релиз Reflection Seyelence.
Наряду с саундтреком к сериалу «Зачарованные: Последняя глава», один из ремиксов был представлен в саундтреке к фильму «Лара Крофт: Расхитительница гробниц 2 — Колыбель жизни».
17 августа 2022 года был выпущен ремикс anamé.

## Известные ремиксы[2]
- Tiësto In Search of Sunrise Remix (8:13)
- Robbie Rivera Mix (8:44)
- Carmen Rizzo Stateside West Chill Out Mix (6:09)
- Hybrid Twisted On The Terrace Mix (9:51)
- Hybrid Twisted On The Terrace Mix V.2 (7:40)
- Billy Gillies Extended Remix (5:42)[3]
- anamé Remix (4:51)
- anamé Extended Mix (8:44)